# A fekete ház
A fekete ház (Black House) Stephen King és Peter Straub közösen írt, 2001-ben megjelent regénye, A Talizmán (1984) című mű folytatása. Magyarul először 2003-ban az Európa Könyvkiadónál jelent meg a regény, Bihari György fordításában.

## Cselekmény
A mű az időközben felnőtté vált Jack Sawyer történetét meséli el. A regény akkor is élvezhető, ha valaki nem olvasta az első részt, de a történet érthetőbb és élvezetesebb, ha az előzményét is olvastuk.
Jack Sawyer, a visszavonult nyomozó egy French Landing nevű kis helyre érkezik, hogy segítsen a rendőrségnek egy gyermekgyilkosság-sorozat felderítésében. Jack és az egyik eltűnt gyermek szülei azonban hamar rájönnek, hogy a kis Tyler Marshall még minden valószínűség szerint életben van. Nem telik bele sok időbe, és Jack azt is megtudja, hol kell lennie Tylernek – egy másik világban. Egy párhuzamos világban.
Ez az a pont a történetben, amikor bekapcsolódik a műbe Stephen King hétkötetes eposza, A Setét Torony-ciklus. Speedy Parker, alias Parkus, Jack régi barátja, mesél neki a harcosról, a Bíbor Királyról és magáról a toronyról, valamint elmagyarázza neki azt, hogy miképpen illeszkedik a mi világunkban történt gyermekgyilkosság-sorozat ebbe a másik, vagyis Roland, a Bíbor Király és sok más teremtmény világába.
A fekete ház ötvözi a fantasy világát, a misztikus és horrorisztikus elemeket.

## Magyarul
- Stephen King–Peter Straub: A fekete ház; ford. Bihari György; Európa, Bp., 2003

## Érdekességek
King és Straub nem zárta ki az esetleges újabb jövőbeli együttműködést, így többször szóba került már közöttük a mű folytatása, egy esetleges harmadik rész is.
2025 januárjában King megerősítette, hogy írja a harmadik részt, amelyet a Straub által a 2022-ben bekövetkezett halála előtt küldött ötlet alapján fog kidolgozni, és megosztotta azt is, hogy Straubot társszerzőként fogja feltüntetni a könyvön. King elmondása szerint a regény írás alatt van.